# Ahmed Bey el-Mamelouk
Ahmed Bey el-Mamelouk, de son nom Ahmed Bey ben Abdullah el-Mamelouk (en arabe أحمد باي بن عبد الله المملوك), est un bey de Constantine qui régna deux fois dans cette province. La première fois en février 1818 (1233 de l'Hégire), et la seconde fois en août 1820 (1235 de l'Hégire) jusqu'à 1822.

## Biographie

### Jeunesse
Enfant, il se fait remarquer dans sa tribu, par son courage et ses qualités de cavalier. Fier d'allure dans son luxueux burnous, la tête haute sur son cheval, il affronte avec courage les dangers de la guerre. Il reçoit très tôt le commandement des tribus d'El-ayaïcha et des Beni Mezline. Chef de tribu il sait se faire aimer par son impartialité, ses jugements et ses conseils.
Son nom est rapidement connu sur tout le territoire et sa réputation croît avec l'âge.

### 1renominationen 1818
Accompagné de deux émissaires venus d'Alger, amenant dix-sept jeunes filles juives, comme présent au dey Ali ben Ahmed, Ahmed Bey est nommé bey de la province de Constantine. Mettant de l'ordre avec beaucoup d'autorité, dans les affaires administratives, il offre au beylick d’Alger une partie de l'argent du trésor se trouvant dans le coffre de la ville. Il constitue les tribus Makhzen et désigne les chefs chargés de lever l'impôt sur les tribus dites « raïas » :
- Le khalifa (lieutenant du bey) Ahmed ben Mohamed Chérif
- L'agha-ed-deïra (chef militaire des deïra) Bouzian ben el-Eulmi, ;
- Le bach-serradj (chef des écuries du bey) Belkassem ben Zékri, ;
- Le bach-seïar (chef des courriers) Abdallah ben Zékri, ;
- Le caïd-dar (agha en retraite chargé de l'administration et de la police de la ville) Moustafa ben el-Abiad ;
- Le bach-kateb (secrétaire du bey) El-Hadj Abderrahman ben Namoun;

Ahmed Bey voulant mener une expédition punitive aux dépens de la tribu des Beni Ameur de Sétif, reçoit une missive du dey d'Alger Hussein Dey, remplaçant d'Ali ben Ahmed, mort de la peste le 1er mars 1818. Il est emmené par les émissaires du dey jusqu'à Alger, et est exilé à Mazouna. Son gouvernement constantinois a duré six mois.

### 2enominationen 1820
Lorsqu'Ahmed Bey el-Mamelouk reçoit pour la seconde fois le caftan des dignitaires turcs, et est nommé bey de la province de Constantine, son prédécesseur Braham-Bey-Charbi trouve refuge auprès de la tribu  des Segnïa. Par ordre du pacha, il est arrêté, mis en prison et décapité à Constantine. Les notables comme Barbar-Ali caid-el-aouassi et son beau-frère, Ahmed ben Noua, qui s'étaient réjouis de sa destitution, ont eu leurs biens retirés et exilés à Médéa.
Il réforme l'administration et restructure la composition du makhzen.
- Ahmed-ben-el-Ilamlaouï est désigné agha-ed-deïra ;
- Le khalifa : Amine-Khoudja remplace Mabmoud ben Tchakeur ;
- Le bach seïar : Si Abdallah ben Zekri ;
- Le cheikh : Ali ben el-Hadj Babah ;
- Le bach-kateb : El-Hadj Abderrahman ben Namoun ;
- Le caïd-dar : Moustapha el-Abiad ;
- Le caid-el-aouassi : Ibrahim el-Grilli ;
- Le caïd-ez-zemala : Ferhat ben Sahanoun,

Ahmed devenu revanchard et agressif déclenche de fréquentes incursions, contre les tribus du sud (Nememcha), et le cheikh El-Hasnaouï ben Belkassem, chef de l'Aurès. Il continuera ses attaques guerrières contre les tribus des régions de Hammam Righa, du Sahel algérois, de la Petite Kabylie, et  de l'Ouled Si Ahmed, avec réussite. Il rencontre plus de résistance contre Sidi Soliman, caïd des Oulad Abd-en-Nour. Le bey Ahmed décide d'assassiner Rizki, Cheikh Hanencha, réfugié en  Tunisie, et pour lui tendre un guet-apens, il invite le cheikh et sa  famille, sur son territoire en prétextant l'Amân, la garantie d'avoir la vie sauve, et d'être pardonné. Le Cheikh et ses enfants sont ligotés, emmenés à Constantine et assassinés.
Le Calife Mahmoud, fils de Tchakeur-Bay, représentant du pouvoir à Constantine pendant l'absence d'Ahmed-Bey, se rend armé et accompagné de 40 cavaliers dans la tribu des Oulad-Braham, appartenant à la grande tribu des Oundaïa, bons et loyaux serviteurs du bey, qui exerçaient un contrôle appliqué des routes de la province. Par forfaiture, les sbires du calife s'emparent des hommes du caïd, les disposent devant leur maitre et sur ordre leur tranchent la tête.
Ahmed mis au courant de ces atrocités qui pourraient lui être imputées et le rendre responsable, redoute une réprimande du dey d'Alger. Pour laver cette honte il destitue le calife et envoie une missive à Alger expliquant les meurtres des Oulad-Brabam. Constantine souffre de pénurie de blé et d'orge. À la fin de l'hiver, le bey entreprend une sortie punitive contre une tribu des Aurès, mais Ahmed revient à Constantine blessé avec la perte de nombreux cavaliers. Ahmed se rend à Alger pour aller s'acquitter de l'impôt, et le huitième jour, arrive un ordre du pacha pour le destituer et l'interner à Mazouna où il séjournera jusqu'à sa mort.